# Kroatiens herrlandslag i basket
Kroatiens herrlandslag i basket representerar Kroatien i basket. Det kroatiska basketförbundet togs upp i FIBA 1992. Trots den korta tiden som internationell basketnation har Kroatien uppnått stora framgångar. De främsta är OS-silver 1992, VM-brons 1994 samt EM-brons 1993 och 1995.